# Rio Bentu
O Rio Bentu é um rio da Romênia afluente do Rio Topolog, localizado no distrito de Constanţa.